# Aida Yasuaki
Aida Yasuaki (translitera japonés: 会田 安明, Aida Yasuaki o Aida Ammei) (10 de febrero de 1747 – 26 de octubre de 1817) fue un matemático japonés del Período Edo. Hizo significativas contribuciones a la teoría de los números y a la geometría. También ahondó en los métodos para simplificar fracciones continuas.
Aida creó un símbolo original para "igual". Esta fue la primera aparición de la notación para igualdad en el este de Asia.

## Algunas publicaciones
En un panorama estadístico derivado de los escritos de y sobre Aida Yasuaki, OCLC/WorldCat abarca cerca de 50 obras en más de 50 publicaciones en una lengua y 50 + fondos de bibliotecas.
- 1784 — Shoyaku konʼitsujutsu (諸約混一術?) OCLC 22057343766
- 1785 — Kaisei sanpō (改精算法?) OCLC 22049703851, Counter-arguments with seiyo sampō[2]
- 1787 — Kaisei sanpō kaiseiron (改精算法改正論?) OCLC 22056510030, Counter-arguments with seiyo sampō, new edition[2]
- 1788 — Kaiwaku sanpō (解惑筭法?) OCLC 22056510044[2]
- 1797 — Sanpō kakujo (筭法廓如?) OCLC 22057185824[2]
- 1801 — Sanpō hi hatsuran (筭法非撥亂?) OCLC 22057185770[2]
- 1811 — Samp Tensei-ho shinan, Mathematical Introduction of 'Tensei-ho' [2]